# Panopiliops reimoseri
Panopiliops reimoseri is een hooiwagen uit de familie Zalmoxioidae.